# Microsoft Web Platform Installer
Microsoft Web Platform Installer (Web PI) – darmowe narzędzie ułatwiające pobieranie i instalowanie najnowszych komponentów Microsoft Web Platform, w tym Internet Information Services (IIS), SQL Server Express, .NET Framework i Visual Web Developer. Dodatkowo dzięki Web PI instalować można popularne aplikacje webowe typu open source, napisane w ASP.NET i PHP, takie jak DotNetNuke, Drupal, mojoPortal. Web Platform instaluje między innymi:
- Internet Information Services
- Visual Web Developer 2008 Express Edition
- Microsoft SQL Server Express Edition
- Microsoft .NET Framework
- Narzędzia Silverlight dla Visual Studio
- PHP

Po raz pierwszy opublikowany 21 został stycznia 2009.
Finalna, stabilna wersja 2.0 Web PI, opublikowana 24 września 2009, dodała możliwość automatycznej instalacji oprogramowania firm trzecich, np.:
- WordPress
- Umbraco
- Drupal
- Joomla
- Orchard
- i innych.

Dodatkowo, składniki Web PI 2.0 oraz zainstalowanego oprogramowania są dynamicznie aktualizowane z serwerów Microsoft, bez potrzeby ściągania nowszych wersji Web PI samemu.
7 lipca 2010, Microsoft ogłosił Web PI 3 zawierający WebMatrix Beta, nowy zestaw narzędzi do projektowania stron internetowych. WebMatrix będzie dostępny tylko przez Web PI 3. Web PI 3 będzie zawierał także dodatkowe narzędzia do tworzenia stron, zawierające IIS Developer Express, SQL Server Compact oraz szereg popularnych aplikacji typu opensource, jak np.: DotNetNuke, Umbraco, WordPress i Joomla!
Wspierane systemy operacyjne to Windows 7, Windows Vista SP1+, Windows XP SP3+, Windows Server 2003 SP2+, Windows Server 2008 and Windows Server 2008 R2. Wspierane są zarówno 32, jak i 64-ro bitowe architektury.